# Juan Iribarren
Juan Carlos Iribarren – piłkarz argentyński, obrońca.
Jako gracz klubu Argentinos Juniors Buenos Aires wziął udział w turnieju Copa América 1923, podczas któregoArgentyna została wicemistrzem Ameryki Południowej. Iribarren zagrał we wszystkich trzech meczach - z Paragwajem, Brazylią i Urugwajem.
Później Iribarren przeniósł się do klubu River Plate, z którym zdobył w 1932 roku jedyny w swej karierze tytuł mistrza Argentyny.
Jako gracz klubu Chacarita Juniors wziął udział w turnieju Copa América 1937, gdzie Argentyna zdobyła tytuł mistrza Ameryki Południowej. Iribarren zagrał w pięciu meczach - z Chile, Paragwajem, Peru, Urugwajem i Brazylią. W decydującym o mistrzostwie barażu z Brazylią zastąpił go Luis Fazio.
W latach 1923–1937 Iribarren rozegrał w reprezentacji Argentyny 17 meczów i nie zdobył żadnej bramki.